# 自衛隊佐賀地方協力本部
自衛隊佐賀地方協力本部（じえいたいさがちほうきょうりょくほんぶ、Saga Provincial Cooperation Office）は、佐賀県佐賀市与賀町2番18号に所在する、自衛隊地方協力本部のひとつ。陸・海・空自衛隊共同の機関だが、通常は陸上自衛隊の西部方面総監の指揮監督下にある。管轄する地域における防衛省・自衛隊の総合窓口として佐賀県管内で活動する。車両表示は、「佐地本」。

## 沿革
- 1956年（昭和31年）8月1日 - 自衛隊佐賀地方連絡部が編成。
- 2006年（平成18年）7月31日 - 自衛隊佐賀地方協力本部に改編。

## 出先機関
- 唐津出張所　担当地区：唐津市、玄海町
- 武雄地域事務所　担当地区：伊万里市、武雄市、嬉野市、鹿島市、有田町、大町町、江北町、白石町、太良町
- 鳥栖地域事務所　担当地区：鳥栖市、神埼市、吉野ヶ里町、上峰町、みやき町、基山町
- 佐賀募集案内所　担当地区：佐賀市、多久市、小城市
- 佐賀地域援護センター　担当地区：佐賀県全域

## 主要幹部
| 官職名                   | 階級   | 氏名         | 補職発令日     | 前職                                     |
| ------------------------ | ------ | ------------ | -------------- | ---------------------------------------- |
| 自衛隊佐賀地方協力本部長 | 事務官 | 佐々木眞秀路 | 2024年08月01日 | 防衛研究所企画部企画調整課研究資料調整官 |

| 代 | 階級    | 氏名         | 在職期間                        | 出身校・期                | 前職                                            | 後職                                                   |
| -- | ------- | ------------ | ------------------------------- | ------------------------- | ----------------------------------------------- | ------------------------------------------------------ |
| 01 | 2等陸佐 | 真崎潔       | 1956年08月01日 - 1958年07月31日 | 警察講習所                | 第4管区総監部監察課長                           | 陸上自衛隊九州地区補給処付                             |
| 02 | 1等陸佐 | 坂本一郎     | 1958年08月01日 - 1960年07月31日 | 京都帝国大学 昭和12年卒   | 第2管区総監部総務課長                           | 西部方面総監部募集課長                                 |
| 03 | 1等陸佐 | 藤家和平     | 1960年08月01日 - 1963年07月31日 | 海兵59期                  | 第8特科連隊長                                   | 第4師団司令部付 →1964年1月1日 退職                     |
| 04 | 1等陸佐 | 樋口忠       | 1963年08月01日 - 1965年03月15日 | 早稲田大学 昭和9年卒      | 自衛隊長崎地方連絡部長                          | 中部方面総監部付                                       |
| 05 | 1等陸佐 | 八丁敏臣     | 1965年03月16日 - 1967年03月15日 | 京都帝国大学 昭和17年卒   | 自衛隊体育学校第2教育課長                       | 自衛隊体育学校副校長                                   |
| 06 | 1等陸佐 | 笹井周一     | 1967年03月16日 - 1968年07月15日 | 陸士49期                  | 陸上自衛隊施設学校教育部長                      | 第4師団司令部付                                        |
| 07 | 事務官  | 北村伊太郎   | 1968年07月16日 - 1970年07月15日 | 京都帝国大学 昭和9年卒    | 自衛隊福岡地方連絡部副部長                      | 自衛隊福岡地方連絡部付                                 |
| 08 | 1等陸佐 | 後藤健       | 1970年07月16日 - 1972年03月15日 | 陸士55期                  | 第40普通科連隊長 兼 小倉駐とん地司令            | 富士教導団副団長                                       |
| 09 | 1等陸佐 | 近藤一馬     | 1972年03月16日 - 1975年03月16日 | 陸士56期                  | 東北方面総監部総務課長                          | 陸上自衛隊九州地区補給処付 →1975年5月8日 停年退官      |
| 10 | 1等陸佐 | 宇賀昇       | 1975年03月17日 - 1977年03月15日 | 陸士60期                  | 陸上幕僚監部第1部勤務                           | 富士教導団副団長                                       |
| 11 | 1等陸佐 | 首藤愛明     | 1977年03月16日 - 1979年03月15日 | 陸士61期                  | 第36普通科連隊長                                | 陸上幕僚監部付 →1979年11月10日 停年退官                |
| 12 | 1等陸佐 | 友田忠二     | 1979年03月16日 - 1980年07月31日 | 防大2期                   | 陸上自衛隊調査学校勤務                          | 西部方面総監部人事部募集課長                           |
| 13 | 1等陸佐 | 二見郁男     | 1980年08月01日 - 1982年08月01日 | 4期幹候                   | 飯塚駐とん地業務隊長                            | 西部方面総監部人事部募集課長                           |
| 14 | 事務官  | 力丸研二     | 1982年08月02日 - 1984年08月01日 | 早稲田大学 昭和30年卒     | 防衛研修所教育部教務課長                        | 技術研究本部第2研究所総務課長                          |
| 15 | 事務官  | 兵頭祥治     | 1984年08月01日 - 1986年07月31日 | 防大7期                   | 調達実施本部原価管理課課長補佐                  | 調達実施本部試作調達課長                               |
| 16 | 事務官  | 相沢史郎     | 1986年08月01日 - 1988年06月19日 | 京都大学 昭和44年卒       | 防衛庁装備局管理課勤務                          | 防衛庁装備局艦船課長                                   |
| 17 | 事務官  | 吉田忠彦     | 1988年06月20日 - 1990年03月15日 | 横浜市立大学 昭和31年卒   | 自衛隊福島地方連絡部副部長                      | 調達実施本部付                                         |
| 18 | 1等陸佐 | 高木幸夫     | 1990年03月16日 - 1992年03月15日 | 防大5期                   | 第3高射特科群長                                 | 板妻駐屯地業務隊長                                     |
| 19 | 1等陸佐 | 嶋野隆夫     | 1992年03月16日 - 1994年06月30日 | 防大10期                  | 第10普通科連隊長 兼 滝川駐屯地司令              | 統合幕僚会議事務局第1幕僚室 総務運営調整官 兼 総務班長 |
| 20 | 事務官  | 川原光之     | 1994年07月01日 - 1996年07月01日 | 福岡県立浮羽高 昭和37年卒 | 防衛庁人事局人事第3課給与室長                   | 調達実施本部監査室長                                   |
| 21 | 事務官  | 森岡高司     | 1996年07月02日 - 1998年06月29日 | 東京大学 昭和55年卒       | 防衛庁人事局人事第2課人事企画官                 | 防衛施設庁施設部施設取得第2課長                        |
| 22 | 1等陸佐 | 坂本恒雄     | 1998年06月30日 - 2000年06月29日 | 防大16期                  | 第10特科連隊長 兼 豊川駐屯地司令                | 陸上自衛隊幹部学校主任教官                             |
| 23 | 事務官  | 安藤照行     | 2000年06月30日 - 2002年07月31日 | 日本大学 昭和49年卒       | 防衛庁長官官房広報課報道室長                    | 防衛庁管理局会計課会計管理官                           |
| 24 | 1等陸佐 | 小原繁       | 2002年08月01日 - 2004年07月31日 | 中央大学 昭和52年卒       | 第2高射特科群長                                 | 陸上自衛隊高射学校副校長 兼 企画室長                   |
| 25 | 事務官  | 西方孝       | 2004年08月01日 - 2006年03月31日 | 東京大学 平成元年卒       | 防衛庁人事教育局人事第1課勤務                   |                                                        |
| 26 | 事務官  | 塚本和重     | 2006年04月01日 - 2008年03月31日 | 高知大学 昭和54年卒       | 防衛庁管理局装備企画課 補給室標準化管理官       | 情報本部                                               |
| 27 | 1等陸佐 | 原圭三       | 2008年04月01日 - 2010年07月31日 | 防大26期                  | 第11特科連隊長 →2008年3月26日 西部方面総監部付  | 西部方面総監部監察官                                   |
| 28 | 事務官  | 海和干城     | 2010年08月01日 - 2012年07月31日 | 國學院大學 昭和54年卒     | 防衛省大臣官房地方協力局 労務管理課安全衛生室長 | 装備施設本部輸入調達課長                               |
| 29 | 事務官  | 遠藤隆       | 2012年08月01日 - 2014年07月24日 | 関東学院大学 昭和61年卒   | 防衛省大臣官房文書課                            | 防衛省大臣官房総括企画官                               |
| 30 | 事務官  | 佐藤伸樹     | 2014年07月25日 - 2016年03月22日 | 岩手大学 昭和61年卒       | 統合幕僚監部総務部総務課 会計室長               |                                                        |
| 31 | 1等陸佐 | 大塚陽一     | 2016年03月23日 - 2018年03月31日 | 福岡大学 平成元年卒       | 西部方面総監部総務部広報室長                    | 武山駐屯地業務隊長                                     |
| 32 | 1等陸佐 | 宮本善弘     | 2018年08月01日 - 2019年11月30日 | 防大30期                  | 武山駐屯地業務隊長                              | 退職（陸将補昇任）                                     |
| 33 | 1等陸佐 | 安藤和幸     | 2019年12月01日 - 2021年03月14日 | 防大35期                  | 陸上自衛隊会計監査隊副隊長                      | 神町駐屯地業務隊長                                     |
| 34 | 1等陸佐 | 古賀博彦     | 2021年03月15日 - 2022年03月31日 | 防大33期                  | 東千歳駐屯地業務隊長                            | 退職                                                   |
| 35 | 事務官  | 松島史人     | 2022年04月01日 - 2024年07月31日 |                           | 防衛省大臣官房広報課報道室長                    | 沖縄防衛局管理部長                                     |
| 36 | 事務官  | 佐々木眞秀路 | 2024年08月01日 -                | 新潟県立佐渡高            | 防衛研究所企画部企画調整課 研究資料調整官       |                                                        |